# Ctenotus xenopleura
Ctenotus xenopleura är en ödleart som beskrevs av  Storr 1981. Ctenotus xenopleura ingår i släktet Ctenotus och familjen skinkar. Inga underarter finns listade i Catalogue of Life.